# Eliza Ashton
Eliza Ann Ashton (née Pugh ; 1851/1852  –  15 de julio de 1900) fue una periodista y reformadora social australiana nacida en Inglaterra. Escribió para The Sydney Morning Herald y The Daily Telegraph en Sídney bajo los nombres de Faustine y Sra. Julian Ashton. Fue miembro fundadora de la Liga de Sufragio de la Mujer de Nueva Gales del Sur. 

## Carrera
Ashton fue periodista, escritora y crítica literaria de The Sydney Morning Herald y The Daily Telegraph.. También escribió un artículo sobre la educación de las niñas en la revista Centennial.
Bajo el seudónimo Faustine, escribió principalmente artículos de comentarios sociales, mientras que bajo el nombre de Sra. Julian Ashton fue conocida como crítica literaria con un agudo análisis. Fue descrita por un escritor en Table Talk como una filósofa práctica sin simpatía por lo puramente sentimental.
Fue una reformadora social activa, miembro del comité de la Sociedad Literaria de Mujeres en Sídney y miembro fundadora de la Liga de Sufragio de la Mujer de Nueva Gales del Sur.
En una reunión de la liga el 11 de noviembre de 1891, presentó un documento que pedía cambios radicales en las leyes del matrimonio. Una de las propuestas reportadas era exigir a ambas partes que renovaran sus votos matrimoniales cada año; si cualquiera de las partes se negara, tendrían un divorcio automático. La noticia de la propuesta provocó una ola de críticas en la prensa y acusaciones de que Ashton estaba tratando de promover conceptos de "amor libre", "concubinato" y prostitución. Una de sus críticas fue Lady Jersey, la esposa del gobernador de Nueva Gales del Sur. Lady Jersey prohibió a Ashton visitar la Casa de Gobierno, la residencia oficial del Gobernador (una desventaja significativa para su papel de periodista) y pidió a la liga que se distanciara de Ashton. La liga, representada por su secretaria Rose Scott, se desvinculó rápidamente de los puntos de vista de Ashton sobre el matrimonio, sin embargo, permaneció como miembro de la liga.
En 1899, Lady Jersey le escribió a la esposa del nuevo Gobernador, Lady Beauchamp, aconsejándole que permitiera que Ashton volviera a visitar la Casa de Gobierno. Lady Jersey explicó que se había visto obligada a contrarrestar tales opiniones expresadas públicamente, pero nunca había escuchado nada negativo sobre el carácter personal de Ashton.
A pesar de las críticas a principios de la década, siguió siendo una periodista activa hasta una semana antes de su muerte en 1900.

## Muerte
El 11 de julio de 1900, enfermó con lo que se describió como postración nerviosa, antes de caer inconsciente al día siguiente. Su estado se deterioró y murió el 15 de julio de una hemorragia cerebral. Fue enterrada en el cementerio de Waverley.